# Zsófia Polgár
Zsófia Polgár (Budapest, 2 novembre 1974) è una scacchista ungherese, Maestro Internazionale.
Come le sorelle Judit e Susan, ha imparato gli scacchi da suo padre László come parte di un esperimento in cui cercava di provare che i bambini possono raggiungere risultati eccezionali se guidati fin dai primi anni d'età. La tesi di László Polgár era "geni si diventa, non si nasce".

## Principali risultati
Nel 1986 vinse il Campionato del mondo femminile under-14 di San Juan (il torneo maschile venne vinto da Joël Lautier).
Dal 1988 al 1996 ha partecipato a diverse edizioni delle olimpiadi degli scacchi, vincendo l'oro di squadra (con le sorelle) e individuale in terza scacchiera alle olimpiadi femminili di Novi Sad 1990.
Nel 1989, all'età di 14 anni, destò sensazione la sua vittoria con 8½ punti su 9 (8 vittorie e un pareggio) nel forte torneo di Roma, davanti a molti Grandi maestri. Secondo la rivista New In Chess la sua performance di 2879 punti Elo è stata una delle più alte di sempre.
Nel 1994 è seconda dietro a Helgi Grétarsson nella sezione open del Campionato del mondo juniores (under-20) di Matinhos in Brasile.
A febbraio 1999 si è sposata con il grande maestro israeliano Yona Kosashvili. La coppia risiede in Israele e ha due figli, Alon e Yoav.
Dopo il 2002 ha partecipato a pochissimi tornei, e nel 2010 si è ritirata dal gioco attivo.